# Jorge Negrete
Jorge Negrete il cui nome completo era Jorge Alberto Negrete Moreno (Guanajuato, 30 novembre 1911 – Los Angeles, 5 dicembre 1953) è stato un cantante e attore messicano.
Era soprannominato "El Charro cantor".

## Biografia
Nato a Guanajuato, capitale dello stato messicano di Guanajuato,  visse anche a San Luis Potosí. Proveniente da una famiglia di militari, si diplomò al collegio militare.
Con la sua voce affascinante è stato un vero idolo in Messico, in Spagna e nell'America latina per più di 50 anni dopo la sua morte. La sua registrazione della canzone "México lindo y querido" divenne quasi un inno nazionale. La sua carriera viene spesso paragonata a quella di Pedro Infante, il più popolare attore di quell'"epoca d'oro" del cinema messicano, ma la pubblica rivalità non toccava la loro vita privata e furono grandi amici.
È stato sposato due volte: con l'attrice Elisa Christy, da cui ha avuto una figlia, Diana Negrete; e con María Félix. Ha convissuto inoltre per più di 10 anni con Gloria Marín, coprotagonista con lui in 10 dei suoi 44 film. Il matrimonio con María Félix fu considerato come "le nozze del secolo", intervennero le più grandi celebrità del mondo dello spettacolo e di quello dell'arte, come Diego Rivera, Frida Kahlo e Octavio Paz.
Dopo essere stato a Cuba e a Porto Rico, negli anni 1945 e 1946 fece varie tournée come cantante: a Buenos Aires, in Argentina, e poi in Cile, Perù, Uruguay, Venezuela e Spagna.
Difese strenuamente i diritti dei lavoratori del cinema e fu uno dei fondatori della Associazione Nazionale degli Attori (ANDA) messicana.
Fu il primo a spegnersi dei Tres Gallos Mexicanos, lui, Pedro Infante e Javier Solís. Morì a Los Angeles, a 42 anni d'età, a causa di un'epatite contratta molti anni prima a New York. La sua salma, secondo il suo desiderio, venne inumata a Città del Messico. Il 5 dicembre i suoi fan commemorano ancora il loro idolo, e radio e televisione organizzano maratone dei suoi film e delle sue canzoni.

## Carriera
Iniziò la sua carriera cantando alla radio nel 1931. Nel 1936, a New York, fu scritturato dalla NBC per programmi televisivi di musica cubana e messicana. Ritornò in Messico nel 1937 per recitare nel film "La Madrina Del Diablo" che diede il via ai suoi successi cinematografici. Nel 1938 girò "La Valentina" con Elisa Christy, seguirono "Juntos Pero No Revueltos" e nel 1941 "¡Ay Jalisco, no te rajes!" che fece di lui una stella del cinema latino, dando vita al genere "charro" (cowboy messicano). Fu sul set di quest'ultimo film che conobbe Gloria Marín, mentre su quello di "El Peñon de las Ánimas" incontrò per la prima volta María Félix, che, nonostante le sue proteste, gli era stata imposta come partner.
Nel 1952 interpretò la commedia "Dos tipos de cuidado", diretta da Ismael Rodríguez, coprotagonista era Pedro Infante. Risultò essere una delle pellicole più viste e applaudite del cinema messicano.

## Filmografia
- El rapto (1953)
- Reportaje (1953)
- Dos tipos de cuidado (1952)
- Tal para cual (1952)
- Los tres alegres compadres (1951)
- Un Gallo en corral ajeno (1951)
- Hay un niño en su futuro (1951)
- Siempre tuya (1950)
- Teatro Apolo (1950)
- Lluvia roja (1949)
- La posesión (1949)
- Una gallega en México (1949)
- Jalisco canta en Sevilla (1948)
- Allá en el Rancho Grande (1948)
- Si Adelita se fuera con otro (1948)
- Gran Casino altro titolo: En el viejo Tampico (1946)
- El ahijado de la muerte (1946)
- En tiempos de la inquisición (1946)
- No basta ser charro (1945)
- Camino de Sacramento (1945)
- Canaima (1945)
- Hasta que perdió Jalisco (1945)
- Me he de comer esa tuna (1944)
- Cuando quiere un mexicano (1944)
- El rebelde (1943)
- Una carta de amor (1943)
- Tierra de pasiones (1943)
- Aquí llegó el valentón (1938)
- El jorobado (1943)
- El peñón de las ánimas (1942)
- Así se quiere en Jalisco (1942)
- Historia de un gran amor (1942)
- Cuando viajan las estrellas (1942)
- Seda, sangre y sol (1942)
- Fiesta (1941)
- ¡Ay Jalisco, no te rajes! (1941)
- Una luz en mi camino (1938)
- Juntos pero no revueltos (1938)
- El cementerio de las águilas (1938)
- Juan sin miedo (1938)
- El fanfarrón (1938)
- Perjura (1938)
- Caminos de ayer (1938)
- La Valentina (1938)
- La madrina del Diablo (1937)